# Hoyoux
Hoyoux är ett vattendrag i Belgien.   Det ligger i provinsen Liège och regionen Vallonien, i den centrala delen av landet, 70 km sydost om huvudstaden Bryssel.
Trakten runt Hoyoux består till största delen av jordbruksmark. Runt Hoyoux är det ganska tätbefolkat, med 104 invånare per kvadratkilometer.